# Битва в каньоне Карризо
Бой в каньоне Карризо (англ. Battle of Carrizo Canyon) — одно из семи сражений между отрядом воинов-чирикауа-апачей Наны и кавалерией Соединённых Штатов на Территории Нью-Мексико.
12 августа 1881 года капитан Чарльз Паркер с 18 солдатами-буффало 9-го кавалерийского полка преследовал отряд Наны и попал в засаду в каньоне Карризо. Небольшой отряд Паркера был атакован более чем 40 стрелками. Это был ожесточённый бой, в котором обе стороны понесли потери. Паркер приказал сержанту Джорджу Джордану взять небольшую группу солдат, подняться на возвышенность и обстрелять апачей с фланга. Группа Джордана подверглась нападению, но смогла удержать позиции, что позволило остальной части отряда отступить из каньона.
Медалью Почёта были награждены сержант Томас Шоу и сержант Джордан (который также был отмечен за командование в битве при форте Тулароса) за то, что

Оттеснили противника, после чего упорно удерживали оборону на чрезвычайно незащищённой позиции и не позволили превосходящим силам противника окружить их.— 